# 朱敬鉘
朱敬鉘（1549年8月9日—1621年9月5日），號東渠，明朝秦藩郃陽王府輔國中尉、奉祀宗室，鎮國中尉朱懷墝之子。

## 生平
嘉靖二十八年七月十七日（1549年8月9日）出生。後封輔國中尉。郃陽王府奉祀宗室朱懷墝去世後，朱敬鉘接替奉祀、管理府事。
天啓元年七月二十日（1621年9月5日），朱敬鉘去世，享年七十三歲。

## 家庭

### 妻
- 張氏（1551年－1616年），咸寧縣張佑女，封宜人。

### 子孫
- 子：奉國中尉朱誼𣹲
  - 孫：朱存𣒅
  - 孫：民𤔄
  - 孫：小𤔄
  - 孫女：嫁李時暢
  - 孫女：嫁韓仲
- 女：嫁王元佐[1]

### 墓葬
天啓三年十一月二十六日，朱敬鉘與宜人張氏合葬於陝西西安府咸寧縣韋曲里祖塋。2004年－2005年，為配合基本建設，陕西省考古研究所對包括朱敬鉘夫婦合葬墓在內的其家族4座墓葬進行了發掘。朱敬鉘夫婦合葬墓由長斜坡墓道、磚封門、磚砌門樓、土洞墓室四部分組成。

[誌蓋]

朙秦藩郃昜王奉祀輔國中尉東渠公配宜人張氏合葬墓志銘

[誌文]

　　明秦藩郃陽王奉祀輔國中尉東渠公配宜人張氏合葬墓志銘

　　奉直大夫恊正庶尹知河南南陽府裕州事長安楊作孚撰

　　奉政大夫同　知　湖　廣　岳　州府事咸寧屈拱北篆

　國制，諸郡王無子，世及本宗嫡長一人

　奏請奉祀，管理該府一應事冝，慰先靈而供先祀，無王爵而理王事，甚盛典也。

　　輔國公諱敬鉘，號東渠，乃

太祖高皇帝十世孫，

　秦愍王九世孫，

　　郃陽惠恭王六世孫。

　　郃陽安僖王正德乙亥薨而無子，其弟輔國將軍秉橘以次淂承王祀。配王夫人，生奉國將軍惟熠。

　　熠配趙淑人，生鎮國中尉懷墝。墝配李恭人，咸寧處士企侗女，生輔國公。以賢繼賢、承管府事者，越

　　四世矣。配張宜人，父諱佑，母楊氏，盖咸寧右族也。生子女各一人：子曰誼𣹲，封奉國中尉；女之壻曰

　　王元佐。𣹲元配許安人，長安處士諱民之女。生孫女二，一適庠生李時暢，一適儒士韓仲。繼配花安

　　人，咸寧處士諱清之女。生孫男一，曰存𣒅；女一，幼。側室陳氏，生孫男二，曰民𤔄，曰小𤔄，俱幼；女一，亦

　　幼。公生嘉靖己酉七月十七日，卒天啓辛酉七月二十日，享年七十有二。宜人生嘉靖辛亥八月初

　　八日，卒萬曆丙辰八月二十二日，享年六十又六。越天啓癸亥十一月二十六日，子𣹲鳳洲公合父

　　母喪，葬之韋曲里祖塋。先期，同楊子知友馬隱君道賢丐銘。楊子曰：“東渠公雖誠賢宗也，然而竊聞

　　之：鑑以見人，必鑑而後知人；衡以稱物，必衡而後知物。予與東渠公素不相知，是謂未鑑未衡而志

　　且銘也，人將以我為諛矣，敢辭。”隱君曰：“嗟嗟！知友者友。東渠公父子予友也，子亦予友，子不知公父

　　子，予朝夕耳而目之，知之舊矣，予知即子之知，弗淂銘辭矣。”楊子曰：“於乎！舉子所知云何？”隱君曰：“公

　　豐儀偉度，厚重不浮。操心飭行，内外不二。閑家执事，謹持不怠。其追遠也時而詳，其事上也敬而恪，

　　其逮下也惠而溥，其睦族也和而淳，其賑窮補急也仁而周。居常，不出户庭，不妄交逰。雅好種竹栽

　　花，見竦莖玉温，碧鮮叢駢，吐芳揚烈，日惟御盃樂聖，徜徉其間，而不忍舍去。至扵人之美惡長短，非

　　不鏡見，而一切不形之口吻，盖清修高潔之倫而崇朴尚實之君子也。張宜人淑慎温雅，貞懿秀朗，

　　内政雍穆，賢聲大著，如金錫圭璧。然凡宫以内事無巨細，規畫曲至，即錐刀之末亦所不遺。而家人

　　有過，乃薄貴而寬，盖之不令公知。公淂優逰，適情陶性，而無少内頋者，宜人之力也。東渠公年方逾

　　六目，疾大發，不能朝賀，鳳洲子代管府事，日夜侍奉藥餌者十有餘年。張宜人偶患痰火，遽成偏枯，

　　鳳洲侍奉藥餌者亦八年。周旋膝下，父母竟以壽終，可不謂孝乎？”楊子聞之而驚嘆曰：“慨自世俗倫

　　薄，富而驕，貴而無禮，則刑家不逮雞鳴，而婦鮮内助貽謀，有失燕翼而子闕色養者，比比皆然。賢哉！

　　若父忘富貴而循禮度，若母修婦職而振家聲，若子孝乆病之両尊人而終始不少懈，純德萃美于

　　一門，而五倫其備是矣。予雖素不知公父子，而因友之知以為知，有甚扵己知，殆非未鑑未衡者類

　　也，銘烏乎辭？”乃銘之。銘曰：玉含而潤，珠沉而輝。羡厥伉儷，其殆庶幾。鍾靈暉奕，朱闈飽甘。肥着深緋，

　　冠裳頎頎。貌顔巍巍，吁嗟乎言。旋而言歸歛，月徽歌露晞。揚龍旂，勒金鞿。身與世而相違，光入扵陰

　　扉。悠悠依依，忽散作綵雲飛。子孫芳菲，世世耀

　皇威而拱紫微。

　　　　　　　　　　　　　　　　　　　　長安桑本立書。

　　　　　　　　　　　　　　　　　　　　　　　　　　不肖男誼𣹲泣血上石。

　　　　　　　　　　　　　　　　　　　　　　　　　　　　　　　　　　張翱、張翔鐫字。